# Чарлс Фулъртън
Чарлс Гордън Фулъртън (на английски: Charles Gordon Fullerton) е полковник от USAF и астронавт на НАСА, участник в два космически полета.

## Образование
Чарлс Фулъртън завършва Университета Грант в Портланд, Орегон с бакалавърска степен по машинно инженерство през 1957 г. На следващата година става магистър по същата специалност в Калифорнийския технологичен институт в Пасадена.

## Военна кариера
През юли 1958 г. Фулъртън постъпва в USAF. През 1964 г. завършва школата за експериментални тест пилоти в авиобазата Едуардс, Калифорния. През 1966 г. е включен в програмата Пилотирана орбитална лаборатория, Група USAF MOL-2. В кариерата си има повече от 15 000 полетни часа на 135 различни типа самолети.

## Служба в НАСА
На 14 август 1969 г. Фулъртън е избран за астронавт от НАСА, Астронавтска група №7. Включен е в поддържащите екипажи на Аполо 14, Аполо 15, Аполо 16 и Аполо 17. След това започва курс на обучение по новата програма Спейс шатъл. Получава назначение като пилот в първия екипаж на космическата совалка Ентърпрайз. През 1977 г. извършва пет изпитателни полета по програмата ALT (на английски: Approach and Landing Tests Program). Първия си полет в космоса осъществява от 22 до 30 март 1982 г. STS-3 като пилот на совалката Колумбия. От 29 юли до 6 август 1985 г. е командир на совалката Чалънджър, мисия STS-51F. След тези полети, до излизането си в пенсия, Фулъртън работи като експериментален тест пилот в НАСА.
| Космически полети на Чарлс Гордън Фулъртън                       | Космически полети на Чарлс Гордън Фулъртън | Космически полети на Чарлс Гордън Фулъртън | Космически полети на Чарлс Гордън Фулъртън | Космически полети на Чарлс Гордън Фулъртън | Космически полети на Чарлс Гордън Фулъртън | Космически полети на Чарлс Гордън Фулъртън |
| №                                                                | Дата                                       | КК                                         | Емблема на мисията                         | Функции                                    | Продължителност                            |                                            |
| ---------------------------------------------------------------- | ------------------------------------------ | ------------------------------------------ | ------------------------------------------ | ------------------------------------------ | ------------------------------------------ | ------------------------------------------ |
|                                                                  | 1977                                       | „Ентърпрайз“, ALT                          |                                            | Пилот                                      | Пет изпитателни полета                     |                                            |
| 1                                                                | 22 март 1982                               | „Колумбия“, STS-3                          |                                            | Пилот                                      | 8 денонощия 00 часа 04 мин. 46 сек.        |                                            |
| 2                                                                | 29 юли 1985                                | „Чалънджър“, STS-51F                       |                                            | Командир                                   | 7 денонощия 22 часа 45 мин. 26 сек.        |                                            |
| Сумарно време в космоса – 15 денонощия 22 часа 50 минути 12 сек. |                                            |                                            |                                            |                                            |                                            |                                            |

## Награди
- Летателен кръст за заслуги;
- Медал на НАСА за изключителна служба;
- Медал на НАСА за изключителни заслуги;
- Медал на НАСА за участие в космически полет (2).

През 1982 г., Ч. Г. Фулъртън е приет в Международната аерокосмическа зала на славата.

## Личен живот
Чарлс Гордън Фулъртън е женен и има две деца. До смъртта си на 21 август 2013 г. живее в Ланкастър, Калифорния.